# Sena Jurinac

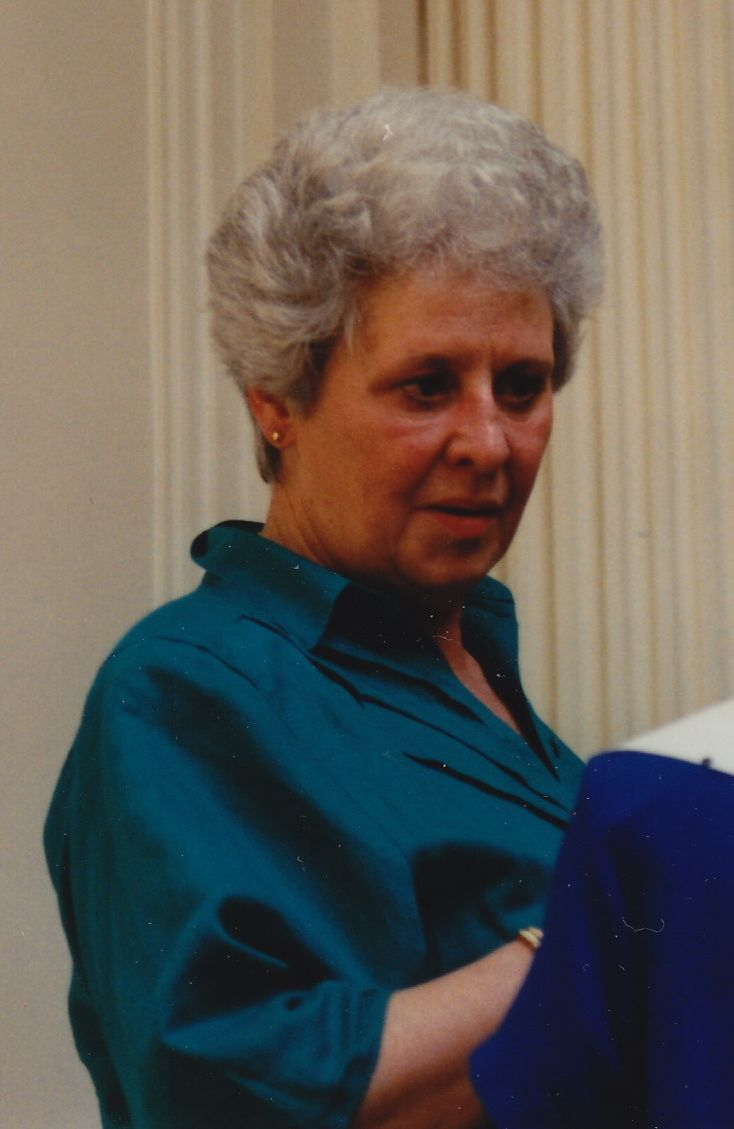
Sena Jurinac, 1989

Sena Srebrenka Jurinac (Travnik, 24 de outubro de 1921 - Augsburg, 22 de novembro de 2011) foi uma soprano croata.
Sena Jurinac fez sua estréia como Mimì em Zagreb em 1942. Nos dois anos seguintes ela interpretou os papeis de Condessa, Freia e Isabella na estréia de Columbus de Werner Egk. Em 1944 ela se associou à Ópera Estatal de Viena. Devido à Segunda Guerra Mundial não pode cantar até 1946, quando fez sua estréia na companhia como Cherubino, das Bodas de Fígaro, de Mozart. No primeiro ano em Viena cantou 150 vezes; foi associada à companhia por quarenta anos, recebendo o título de membro honorável da Companhia, tendo o título de Kammersängerin e uma Medalha.
No outono de 1946 apareceu no Covent Garden com a companhia de Viena. Sua estréia no Festival de Salzburgo aconteceu no ano de 1947, e sua estréia no La Scala foi como Cherubino. Estabeleceu-se como uma das cantoras do grupo de Viena, junto de Irmgard Seefried, Elisabeth Schwarzkopf, Christa Ludwig, Lisa della Casa, Anton Dermota, entre outras. Adicionalmente fez muitas visitas a Inglaterra: entre 1951 e 1956 foi a primeira soprano no Festival de Glyndebourne, e apareceu regularmente no Covent Garden entre 1959 até 1963, cantando em Fidelio numa produção de Otto Klemperer. Sua estréia estadunidense ocorreu em 1959, em São Francisco na ópera Madama Butterfly, de Puccini.
Seu repertório incluia obras de Verdi (Don Carlo, La Forza del Destino), Mozart (Die Zauberflöte, Le Nozze di Figaro), Puccini (Tosca, Madama Butterfly), Wagner (Tannhäuser), entre outras óperas.